# Würtz Klára
Würtz Klára (Budapest, 1965 –) magyar származású hollandiai zongoraművész. Würtz Ádám grafikus lánya.

## Élete
Hatéves korában lett a Magyar Rádió Gyermekkórusának tagja. Az énekkarral együttműködő zeneiskolában kezdett zongorázni tanulni Magyarné Szalai Irén növendékeként. Hamarosan a gyermekkar állandó zongorakísérője lett, tízéves korától már szólódarabokat is játszott.
1979-ben, tizennégy éves korában vették fel a Zeneakadémia kivételes tehetségek osztályába, ahol Máthé Miklósné Kéri Klára és Esztó Zsuzsa tanítványa volt. 1982-től már az akadémia zongora szakának volt hallgatója Kadosa Pál, Kocsis Zoltán, Kurtág György és Rados Ferenc növendékeként. Több nemzetközi zongoraversenyen szerepelt sikerrel. Az angliai Prussia Cove-ban Schiff András mesterkurzusán vett részt. 1989-ben kitüntetéssel szerezte meg zeneakadémiai diplomáját. Ez után költözött Hollandiába.
Az 1988-as dublini zongoraversenyen nyújtott teljesítménye alapján 1991-ben a Columbia Artist Management észak-amerikai hangversenykörútra szerződött vele, ami az Egyesült Államok 38 tagállamát érintette. 2003-ban debütált a Carnegie Hallban, 2006-ban a Salzburgi Ünnepi Játékokon.
Jelenleg koncertezés mellett az Utrechti Zeneművészeti Főiskola docense.
Szólólemezei és Baráti Kristóffal készült szonátafelvételei világszerte elismerést arattak.